# 크리스 카맥
크리스 카맥(Chris Carmack, 1980년 11월 22일 ~ )은 미국의 배우이다.

## 출연 작품

### 영화
- 브링 잇 온 2 (2004)
- 러브렉트 (2005)
- 행운을 돌려줘 (2006)
- 내 남자는 바람둥이 (2007)
- 나비효과: 레버레이션 (2009)
- 블루스톰 2 (2009, Into the Blue 2: The Reef)
- H2O Extreme (2009)
- 알파 앤 오메가 (2010) - 목소리
- 뷰티 앤 더 브리프케이스 (2010, Beauty & the Briefcase)
- 샤크 나이트 3D (2011)
- All About Christmas Eve (2012)
- 강력 범죄 (2013, Dark Power)
- The Dust Storm (2016)

### 텔레비전
- The O.C. (2003-04)
- 스몰빌 (2005)
- CSI: 마이애미 (2007)
- 위기의 주부들 (2008)
- CSI: 뉴욕 (2008)
- NCIS (2009)
- 체인지 디바 (2009)
- 내슈빌 (2013-18)
- 그레이 아나토미 (2018-현재)